# 騰衝市
騰衝市（とうしょう-し、中国語: 腾冲市、拼音: Téngchōng、英語: Tengchong）は中国雲南省の保山市の管轄下にある県級市。ミャンマーとの貿易と、第二次世界大戦時の拉孟・騰越の戦いで知られている。

## 地理
騰衝の国境線は148.7kmに及び、ミャンマーのカチン州の州都ミッチーナーまでの距離は217kmである。本市中央部に大河ダムが位置する。瑞麗江の上流部として直線的に本市北東部から南東部にかけて流れおり、南部に来ると竜陵県との行政区境としての役目も担っている。徳宏タイ族チンポー族自治州の徳宏タイ族チンポー族自治州、瑞麗市を流れ、最終的にはミャンマーのエーヤワディー川に通じアンダマン海に繋がっている。
高黎貢山の南部にあり、火山活動が盛んな地域である。市内には馬站火山群と騰衝熱海という温泉があり、1994年に「騰衝地熱火山風景名勝区」として中華人民共和国国家重点風景名勝区に認定された。

## 歴史
明代に城が築かれ兵が置かれた。清末にはイギリス（ミャンマーとインドの宗主国であった）との貿易の重要拠点となり、商人が集まり、店舗が林立した。1980年代以降、再び貿易が活発になり、主にヒスイが取引されている。2015年に騰衝県から騰衝市へ昇格。
2012年時点で、イ族、 ペー族、タイ族 (中国)、チワン族、ミャオ族、 回族、リス族、ラフ族、ワ族、ナシ族、ヤオ族、チベット民族、 チンポー族、プーラン族、プイ族、アチャン族、 ハニ族、シベ族、プミ族、モンゴル民族、ヌー族、ジーヌオ族、トーアン族、スイ族、満洲民族、トーロン族などの26の少数民族が暮らす。特に、タイ族 (中国)、回族、リス族、ワ族、ペー族、アチャン族の6民族は世界的な少数民族である。

## 行政区画
下部に2街道、12鎮、5郷を管轄する。
- 街道
  - 騰越街道、西源街道
- 鎮
  - 固東鎮、滇灘鎮、猴橋鎮、和順鎮、界頭鎮、曲石鎮、明光鎮、中和鎮、芒棒鎮、荷花鎮、北海鎮、清水鎮
- 郷
  - 馬站郷、五合郷、新華郷、蒲川郷、団田郷

## 交通

### 航空
- 騰衝駝峰空港（中国語版）

### 道路
- 高速道路
  - 天猴高速道路（保騰高速道路（中国語版））

- 国道
  - G219国道
  - G556国道（中国語版）

- 省道
  -  240省道
  -  241省道

## 健康・医療・衛生
- 騰衝市中医院
- 騰衝市第二人民医院
- 騰衝市婦幼保健院

## 名所・旧跡・観光スポット
- 騰衝抗戦博物館（中国語版）
- 騰衝青海（中国語版）
- 和順鎮 (騰衝市)（中国語版）

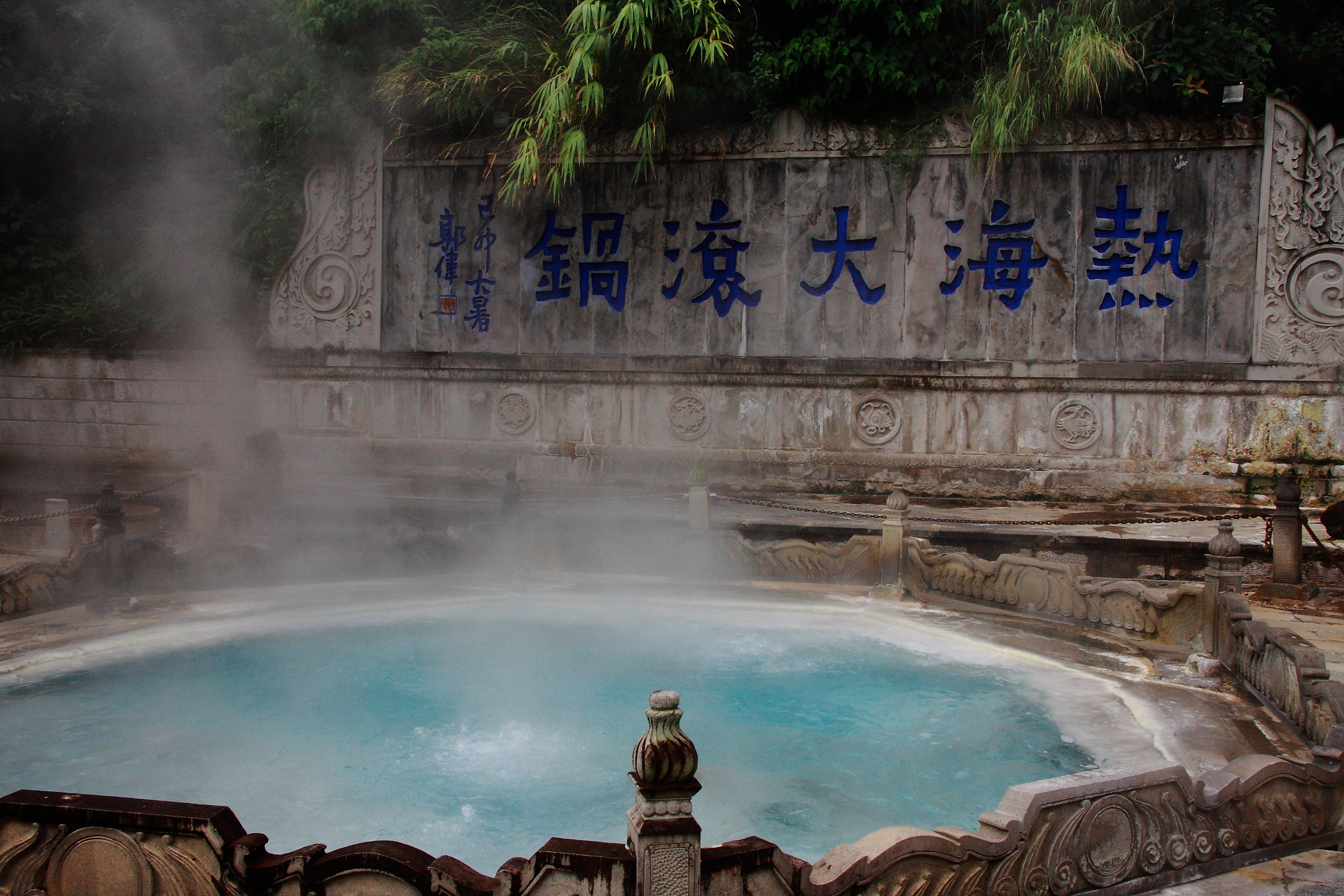
騰衝熱海の大湯池

- 雲南騰衝火山地熱国家地質公園（中国語版）
- 騰衝熱海温泉（中国語版）
- 騰衝熱海国家重点風景名勝区（中国語版）

## 出身者
- 李根源
- 李弥

## 姉妹都市・友好都市
- 江蘇省・南通市・海門区
- 黒竜江省・黒河市・愛輝区
- ニュージーランド・北島・ノースランド地方